# Novitiate
Novitiate ist ein US-amerikanischer Film aus dem Jahr 2017. Das Filmdrama ist das Spielfilmdebüt der amerikanischen Regisseurin Maggie Betts, die auch das Drehbuch verfasste. Die Produktion handelt von einer jungen Frau, die in den 1960er Jahren, kurz nach dem Zweiten Vatikanischen Konzil, beschließt, Nonne zu werden, allerdings nicht lange nach ihrem Eintritt in ein Kloster aufgrund der strengen, altmodischen und brutalen Methoden der Äbtissin an ihrer Entscheidung zweifelt. Der Titel bezieht sich auf die englische Bezeichnung für das Noviziat.
Novitiate wurde am 20. Januar auf dem Sundance Film Festival 2017 uraufgeführt und kam am 27. Oktober desselben Jahres in die US-amerikanischen Kinos. In Deutschland war der Film nicht im Kino zu sehen, wurde aber am 29. März 2018 auf DVD und Blu-Ray veröffentlicht.

## Handlung
1954 lebt die siebenjährige Cathleen Harris mit ihrer Mutter Nora und ihrem Vater Chuck in einer ländlichen Gegend von Tennessee. Nora ist eine Fabrikarbeiterin und Agnostikerin, will aber Cathleen selbst die Entscheidung bezüglich ihres Glaubens überlassen, und zeigt ihr deshalb zum ersten Mal in ihrem Leben eine Kirche. In derselben Nacht kommt Chuck betrunken nach Hause und streitet sich mit Nora, woraufhin er geht und nicht wiederkommt. Nora hat daraufhin immer wieder One-Night-Stands.
Im Alter von 12 Jahren bekommt Cathleen Besuch von zwei Nonnen, die ihr anbieten, auf eine katholische Mädchenschule zu wechseln. Dort wird Cathleen bei guten Zensuren Aussicht auf kostenlosen Vorbereitungs-Unterricht und ein Stipendium für ein College ihrer Wahl gestellt. 1964 beschließt Cathleen nach einer unangenehmen Begegnung mit einem Liebhaber ihrer Mutter, ihr Zuhause zu verlassen und ihr Leben vollständig Gott zu widmen.
Mit zwanzig anderen jungen Frauen begibt sich Cathleen in ein Kloster. Dieses wird von der strengen, kaltherzigen und konservativen Äbtissin Marie Saint-Clair geleitet. Während wöchentlichen Ordenskapiteln müssen die Frauen ihre Sünden gestehen und Anschuldigungen der anderen befürchten. Zur Buße werden ihnen von Marie mehrere brutale Methoden angeordnet, unter anderem eine geknüpfte Peitsche, mit der sie sich geißeln sollen.
Im vollen Gegensatz zu Marie steht die Novizenmeisterin Mary Grace, die jung, freundlich und progressiv ist. Sie versucht stets, den streng reglementierten Alltag im Kloster ein wenig leichter zu gestalten, Cathleen will davon allerdings nichts wissen und verbringt ihre Freizeit kaum mit den anderen Frauen, sondern liest lieber in ihrer Bibel. Währenddessen erhält Marie Briefe vom Erzbischof McCarthy, da sie den Bestimmungen des Zweiten Vatikanischen Konzils nicht folgen will. Als Mary Grace die Schriftstücke sieht und anmerkt, dass Veränderungen dem Kloster gut tun würden, geraten sie und Marie in Streit, weswegen Mary Grace nach einem Gebet beschließt, die Abtei zu verlassen.
Nach sechs Monaten wird Cathleen zur Novizin ernannt, während Marie immer strenger wird. Als Cathleen eines nachts bemerkt, dass sie im Schlaf masturbiert hat, ist sie so beschämt, dass sie nicht mehr isst und den Kontakt zu ihren Kolleginnen vollkommen abbricht. Als Nora sie besucht, um ihr mitzuteilen, dass Chuck gestorben ist, ist sie aufgrund ihrer blassen und abgemagerten Tochter entsetzt. Sie droht Marie, die erwidert, dass Cathleen nicht mehr ihre, sondern nun Gottes Tochter sei. Beim Abendessen bricht Cathleen schließlich vor Hunger und Dehydratation zusammen, weswegen sie für einige Tage auf die Krankenstation kommt und sich mit der Schwester Emanuel anfreundet. Eines Nachts schleicht sie sich in Emanuels Zimmer, wo sie sich küssen und miteinander schlafen. Daraufhin nimmt Cathleen wieder die Nahrungsaufnahme auf und ist glücklich, redet allerdings nicht mit Emanuel über die Nacht.
Bei einem Besuch des Erzbischofs McCarthy merkt dieser an, dass die Abtei Schwierigkeiten habe, die Veränderungen des Konzils umzusetzen. Marie tut diese als lächerlich ab, woraufhin McCarthy erwidert, dass sie ersetzt werde, wenn sie sich nicht daran hält und vor allem die altmodischen Bußen nicht einstellt. Daraufhin stürzt Marie in eine Glaubenskrise und hält erneut ein Kapitel ab. Eine Novizin gesteht, an der Existenz von Gott zu zweifeln, weswegen ihr Marie überhaupt kein Mittel zur Buße gibt. Als Cathleen an der Reihe ist und um Buße für ihr sexuelles Erlebnis bittet, fordert Marie sie auf, den Namen der anderen Frau preiszugeben. Da sie sich weigert, muss Cathleen auf Händen und Füßen zu jeder einzelnen Novizin kriechen und um Vergebung bitten, während sie in Tränen ausbricht. Marie gestattet ihr schließlich die Buße, danach verlässt Emanuel das Kloster, ohne sich von Cathleen zu verabschieden.
Schließlich ruft Marie den Orden zusammen und verkündet die von McCarthy geforderten Änderungen: Die Gottesdienste werden nicht mehr auf Latein, sondern auf Englisch gehalten, die Nonnen müssen Toleranz gegenüber anderen Religionen zeigen und haben von nun an eine freie Kleiderwahl, da sie nun einfachen Gläubigen gleichgestellt sind und keinen Habit mehr tragen müssen. Von den anfänglich zwanzig Frauen sind nur noch fünf übrig, darunter Cathleen. Bei ihrer Profession werden die angehenden Nonnen von einem Priester gefragt, nach was sie streben. Eine antwortet, dass sie ihren Schwur ablegen und Jesus Christus heiraten wolle. Als Cathleen am Ende dieselbe Frage gestellt wird, antwortet sie, dass sie nach mehr strebe.

## Produktion
Novitiate war das Spielfilmdebüt der Filmemacherin Maggie Betts. Vorher war sie 2010 mit der Dokumentation The Carrier über eine aus Sambia stammende, mit HIV infizierte schwangere Frau sowie dem Kurzfilm Engram von 2014 über zwei alte Menschen, die sich in ihrer Kindheit gekannt haben und in der Gegenwart in einer U-Bahn-Station in Manhattan erneut aufeinandertreffen, ohne sich dabei zu erkennen, in Erscheinung getreten.
Am 4. Dezember 2015 wurde die Besetzung der Hauptrollen mit Margaret Qualley, Melissa Leo und Dianna Agron bekanntgegeben, zudem die Tatsache, dass die Dreharbeiten im Januar des Folgejahres in Nashville stattfinden würden. Anfang 2016 wurde auch die Verpflichtungen der Kamerafrau Kat Westergaard bekanntgegeben, im Jahr darauf die von Christopher Stark. Dieser gab für die Produktion sein Debüt als Filmkomponist, da er eigentlich als Hilfs-Dozent im Studienfach Musik an der Washington University in St. Louis arbeitet. Für die Filmmusik stand ihm laut eigener Aussage ungefähr eine Woche als Arbeitszeit zur Verfügung.

## Rezeption
Die Ordensschwester Rose Pacatte war im Global Sisters Report der Ansicht, dass der Film „kühn und provokant“ sei. Obgleich die Produktion höchst sehenswert und an vielen Stellen authentisch sei, gebe es dennoch einige Ungereimtheiten, unter anderem, dass eine ungetaufte Person ohne Prüfung in die Probezeit aufgenommen werde. Zudem entstehe, da Cathleens Innenleben durch Regeln und Bräuche ersetzt werde, der Eindruck, dass sich erst durch das Zweite Vatikanische Konzil eine „echte religiöse Formation“ bildete. Im Film würde alles „geheimnisvoll, seltsam oder reißerisch Anmutendes über das Kirchenleben“ abgebildet, weswegen es in der Handlung einen „schmalen Grat zwischen Glaubhaftem und Unglaubhaftem“ gebe. Die Figur der Mutter Oberin sei furchteinflößend und erfülle den Stereotyp von Äbtissinnen, da man ihre persönliche Beziehung zu Gott und Jesus nicht kenne und ihre Sorge um die Kirche minimal sei. Dennoch sei ihre Menschlichkeit derart „fest unter dem Habitat“ gebunden, dass es ihr nicht gelinge, Freude zu empfinden und ihr strenges Verlangen nach Disziplin zu überschreiten. Sie und Nora seien für Pacatte die fesselndsten Charaktere. Die Angst um ihre Tochter sei subtil und werde deshalb „tief empfunden“. Betts widme sich ihrer Aufgabe, die Geschichte einer jungen Nonne zu erzählen, mit großer Neugier und Sorgfalt. Ihr gelinge es gut, die Hingabe der Hauptfigur zu ihrem Glauben und ihr persönliches Ringen mit Themen wie Erwachsenwerden oder Sexualität gegenüberzustellen, gehe dabei aber vielleicht nicht tief genug. Die Handlung sei „eigenartig einseitig“.
Alissa Wilkinson der Webseite Vox bewertete Novitiate mit drei von fünf Punkten. Die Produktion greife auf die „alte Idee des ekstatischen religiösen Lebens“ zurück, sei dabei aber nicht fromm, sondern menschlich mit einem komplizierten und nicht ganz lobenden Blick auf das Leben im Kloster. Die Mission von Novitiate bestehe darin, im Sinne von „katholischen Mystikern die Grenzen zwischen spiritueller und körperlicher Ekstase verschwimmen“ zu lassen. Allerdings werde auch ein modernes Verständnis von Sexualität, Spiritualität, Individualität und Berufung eingefügt, was sich teilweise wie ein „solides Spiegelbild der historischen Reformen des Vatikans“ anfühle. Der moderne Filter lasse die Produktion zwar manchmal schwerfällig wirken, sie sei aber trotzdem ein vielversprechendes Spielfilmdebüt der Regisseurin. Zudem sei der Blick auf Katholizismus und die psychologischen Auswirkungen der Reformen auf die Nonnen interessant. Die Reise der Novizinnen und Nonnen, die das Kloster verlassen, ermögliche ein tieferes Verständnis von Frauen, die Abteien beitreten und bleiben oder auch wieder gehen. Novitiate erfasse gut die „fehlgeleitete Ansicht“, dass sich durch körperliche und psychische Selbstbestrafung als Zeichen der Hingabe die Liebe Gottes erreichen lasse. Novitiate sei an manchen Stellen zwar unstabil, aber auch wirklich bewegend, was durch die Leistungen von Margaret Qualley, Julianne Nicholson und einigen der Nebendarstellerinnen verstärkt werde. Die Entscheidung, ein etwas offenes Ende zu wählen, sei angesichts der „ewigen Unsicherheit“, die mit einem frommen Leben einhergehe, genau richtig.
Peter Travers des Rolling Stone lobte vor allem Melissa Leo. Sie spiele die Figur mit „Bravour“ und verdiene völlig zu Recht, für bevorstehende Oscar-Nominierungen erwähnt zu werden. Sie fände die „Tyrannin in der Frau Gottes“, ohne dabei ihre „schmerzhafte Verwundbarkeit“ zu vernachlässigen, als sie versucht, sich „zu behaupten, während der Boden unter ihren Füßen wackelt“. Laut Travers gehe der Film gelegentlich zu weit, beispielsweise in seiner Darstellung von Ungehorsam und unangebrachter sexueller Anziehung zwischen den Novizinnen. Allerdings gerate Maggie Betts nie in die Falle, die Handlungen ihre Figuren zu verurteilen oder zu billigen. Stattdessen stelle sie mit scharfem Auge die Differenzen verschiedener Parteien in der katholischen Kirche den persönlichen Auswirkungen gegenüber, die das Ergreifen von Partei mit sich bringt. Sie gebe den Zuschauern einen Einblick in den Alltag der Abtei, von den Stunden der Askese bis zu den Ordenskapiteln. Zwar sei Leo die „schauspielerische Anziehungskraft“ des Films, aber ihre Leistung sei nicht die einzige Gute der Produktion. Morgan Saylor, Ashley Bell und Liana Liberato hätten als Novizinnen einige ergreifende Momente, Julianne Nicholson agiere „energiegeladen“, während die Hauptdarstellerin Margaret Qualley ein „Nachwuchs-Star“ sei. Die Aufmerksamkeit der Zuschauer sei während Kathleens Reise im Kloster auf sie gerichtet, die zunächst faste und sich geißle, dann durch ihre „wachsende Geisteskraft“ ihre eigenen Entscheidungen treffe. Novitiate, der mit „Mut und Grazie“ gedreht wurde, sei sowohl eine „starke Provokation“ als auch „etwas Besonderes“.
David Edelstein schrieb in der Vulture, dass der Film in den „verruchtesten“ Szenen nahe an Nunsploitation sei, allerdings die meiste Zeit „kicherfrei“ bleibe. Dies liege auch an dem „beklemmenden Mauerwerk“, den „bedrohlichen Fresken“ und „dunklen, mittelalterlichen Tiefen“ der Kirche, die die „Reife des Inkarnats der Nonnen“ hervorheben. Zudem bräuchte es auch „viel Mut“, über die von Melissa Leo verkörperte Äbtissin zu kichern. Leo „verschwände“ regelrecht in ihre Figur, ihre Mimik sei „fast unbeweglich“, was für ihre Figur auch nicht notwendig sei, da sie „zu viel Macht und zu viele Jahrhunderte katholisches Recht“ auf ihrer Seite habe. Diese Macht beschütze sie „erbittert mit einer Prise Sadismus“. Edelstein behauptete, dass der Film viele Widersprüche erhalte und seine Haltung zum Zweiten Vatikanischen Konzil unklar sei. Wahrscheinlich sei er eher für die Reformen, allerdings mit dem Vorbehalt, dass die „vitalste Form der Verbindung zwischen den Nonnen und Jesus im Namen der Modernisierung über Bord geworfen“ werde. Edelstein äußerte sich negativ über einige der Dialoge, die zu explizit seien, auch die Leistungen der Nebendarsteller variierten zu stark voneinander. Dafür sei es Maggie Betts gelungen, einen Wendepunkt im Leben der katholischen Kirche einzufangen. Ihre Adaption stehe zwar im Widerspruch zu den Ursprüngen der wahren Ereignisse, durch ihre Unentschlossenheit entstehe aber exzellentes Drama.

## Auszeichnungen und Nominierungen (Auswahl)
Camerimage 2017
- Nominierung in der Kategorie Bestes Regiedebüt, für Maggie Betts

Detroit Film Critics Society Awards 2017
- Nominierung in der Kategorie Beste Nebendarstellerin, für Melissa Leo

Gotham Award 2017
- Nominierung für den Publikumspreis, für Maggie Betts, Carole Peterman, Celine Rattray und Trudie Styler

- Nominierung in der Kategorie Bester Nachwuchs-Regisseur, für Maggie Betts

Satellite Awards 2017
- Nominierung in der Kategorie Beste Nebendarstellerin, für Melissa Leo

Sundance Film Festival 2017
- Spezialpreis der Jury in der Kategorie Bester Nachwuchs-Regisseur – Drama, für Maggie Betts

- Nominierung für den Großen Preis der Jury – Drama

AARP Movies for Grownups Awards 2018
- Nominierung in der Kategorie Beste Nebendarstellerin, für Melissa Leo

Black Reel Award 2018
- Auszeichnung in der Kategorie Bestes Drehbuch-Debüt, für Maggie Betts
- Nominierung in der Kategorie Beste Regie, für Maggie Betts
- Nominierung in der Kategorie Bestes Drehbuch, für Maggie Betts
- Nominierung in der Kategorie Bester Nachwuchs-Filmemacher, für Maggie Betts

Festival Internacional de Cine en Guadalajara 2018
- Nominierung in der Kategorie Bester Spielfilm, für Maggie Betts

## Synchronisation
Die Synchronisation des Films wurde bei der Antares Film nach einem Dialogbuch und unter der Dialogregie von Beate Gerlach erstellt.
| Rolle                           | Darsteller         | Synchronsprecher   |
| ------------------------------- | ------------------ | ------------------ |
| Schwester Cathleen Harris       | Margaret Qualley   | Marie Bierstedt    |
| Cathleen (7 Jahre)              | Eliza Mason        | Xara Eich          |
| Mutter Oberin Marie Saint-Clair | Melissa Leo        | Katharina Lopinski |
| Nora Harris                     | Julianne Nicholson | Silvia Mißbach     |
| Schwester Mary Grace            | Dianna Agron       | Marieke Oeffinger  |
| Schwester Emanuel               | Rebecca Dayan      | Nadine Zaddam      |
| Schwester Evelyn                | Morgan Saylor      | Nicole Hannak      |
| Schwester Sissy                 | Maddie Hasson      | Maximiliane Häcke  |
| Schwester Emily                 | Liana Liberato     | Luisa Wietzorek    |
| Schwester Candace               | Eline Powell       | Alice Bauer        |
| Schwester Charlotte             | Chelsea Lopez      | Laurine Betz       |
| Erzbischof McCarthy             | Denis O’Hare       | Till Hagen         |
| Chuck Harris                    | Chris Zylka        | Christoph Banken   |
| Schwester Margaret              | Ashley Bell        | Antje Thiele       |
| Pater Luca                      | Marco St. John     | Rainer Gerlach     |
| Schwester Louisa                | Marshall Chapman   | Ilona Schulz       |